# Ibrahim Mohamed Sultan
Ibrahim Mohamed Sultan (né à Tadjourah en 1924 et mort en 1986 à Djibouti ) est un homme politique de la côte française des Somalis, du territoire français des Afars et des Issas, puis de la république de Djibouti. Il est le frère du sultan de Tadjoura Húmmed b. Mahámmad (1928-1962) et l'oncle de son successeur Abdulkâdir «’Abdo» b. Húmmed b. Mahámmad.

## Formation
Comme Mahmoud Harbi, il s'engage dans la marine française durant la Seconde Guerre mondiale,, et est en poste au Liban. Télégraphiste et opérateur radio, il maîtrise donc le français et le morse.

## Carrière politique
Il est élu en 1951 à Tadjourah contre Abdourahman Abdoulkader avec 251 voix. En 1957, il est tête de liste pour l’Union républicaine de Mahmoud Harbi dans la circonscription de Tadjoura / Obock, et élu à l'Assemblée territoriale. Il devient ministre de la Santé de juillet 1957 à octobre 1958. Il est réélu à l'Assemblée territoriale en novembre 1958 avec Ali Aref Bourhan. En mai 1959, il est battu à l'élection sénatoriale remportée par Mohamed Kamil Mohamed. En 1963, sa liste est battue par celle d'Ali Aref Bourhan et n'a aucun élu.
Il devient ministre des Finances le 31 juillet 1976, et le reste après l'indépendance de Djibouti en 1977, dans le gouvernement de Hassan Gouled Aptidon, jusqu'à sa mort le 26 novembre 1986.

## Vie personnelle
Ibrahim Sultan s'est marié deux fois. Il a eu 14 enfants.